# حكومة أمين الحافظ الثانية
تشكلت حكومة محمد أمين الحافظ الثانية في 3 تشرين الأول 1964 بموجب المرسوم رقم 905 الصادر بتاريخ 3 تشرين الأول 1964 القاضي بتشكيل حكومة الجمهورية العربية السورية برئاسة الفريق محمد أمين الحافظ واستمرت حتى استقالتها في 23 أيـار 1965 بموجب المرسوم 2127.

## التشكيل الوزاري
- السيد الفريق محمد أمين الحافظ، رئيساً لمجلس الوزراء
- الدكتور نور الدين الأتاسي، نائباً لرئيس مجلس الوزراء
- اللواء غسان حداد، وزيراً للتخطيط
- السيد الوليد طالب، وزيراً لشؤون الرئاسة
- الدكتور عادل طربين، وزيراً للزراعة
- السيد صالح المحاميد، وزيراً للشؤون القروية والبلدية
- الدكتور حسان مريود، وزيراً للخارجية
- الدكتور مصطفى حداد، وزيراً للتربية والتعليم
- الدكتور عبد الرحمن الكواكبي، وزيراً للأوقاف
- اللواء ممدوح جابر، وزيراً للدفاع
- السيد عبد الفتاح البوشي، وزيراً للمالية
- السيد علي تلجبيني، وزيراً للشؤون الاجتماعية والعمل
- السيد إبراهيم البيطار، وزيراً للاقتصاد
- السيد سليمان الخش، وزيراً للثقافة والإرشاد القومي
- السيد حسين مهنا، وزيراً للعدل
- المقدم عبد الكريم الجندي، وزيراً للإصلاح الزراعي ووزيراً للداخلية بالوكالة
- السيد جميل شيا، وزيراً للتموين
- الدكتور مصطفى عزت نصار، وزيراً للصحة والإسعاف العام
- السيد مشهور زيتون، وزيراً للإعلام
- السيد سميح فاخوري، وزيراً للمواصلات
- السيد محمود تجار، وزيراً للأشغال العامة
- الدكتور هشام العاص، وزيراً للصناعة

## روابط خارجية
- مجلس الوزراء السوري
- الحكومات السورية على موقع رئاسة مجلس الوزراء
- الحكومات السورية على موقع مجلس الشعب السوري
- وزارات الدولة على بوابة الحكومة الإلكترونية السورية
- الوزارات والهيئات الحكومية على موقع مجلس الشعب السوري